# Bądków (województwo łódzkie)
Bądków – wieś w Polsce położona w województwie łódzkim, w powiecie zgierskim, w gminie Zgierz.
Siedziba sołectwa o tej samej nazwie – Bądków.

## Historia
Nazwa tego sołectwa jest bardzo stara. Pochodzi od imienia Bądzisław lub Bądzimir – zdrobniale Bądko. Pierwsze zapisy o tej miejscowości pojawiają się początku XVI w. jako Bendków wieś w parafii Modlna, do której płacona była dziesięcina.
W latach 1975–1998 miejscowość administracyjnie należała do ówczesnego województwa łódzkiego.

## Komunikacja
Przez wieś przebiega droga wojewódzka nr 708 Ozorków – Brzeziny.